# Station Eisenhüttenstadt
Het station Eisenhüttenstadt (Duits: Bahnhof Eisenhüttenstadt) is een spoorwegstation in het Duitse Eisenhüttenstadt.
Het station werd in 1846 geopend als station van Fürstenberg aan de Niederschlesisch-Märkische Eisenbahn, de spoorlijn van Frankfurt/O naar Wrocław. Vanwege toenemend goederenvervoer werd het stationsgebouw in 1898 en 1900 voorzien van sanitaire voorzieningen en wachtruimtes voor de eerste en tweede klas.
In 1908 werd er een nieuw stationsgebouw geopend. In het oude stationsgebouw zijn woningen gevestigd. Toen vanaf 1950 het nieuwe Stalinstadt (vanaf 1961 Eisenhüttenstadt) gebouwd werd, bediende het station ook deze plaats. Destijds is ook de naam van het station veranderd naar Eisenhüttenstadt.